# Fusillade de 2022 dans un centre commercial de Copenhague
Le 3 juillet 2022, un homme a ouvert le feu dans le centre commercial Field's à Copenhague, au Danemark, tuant trois personnes et en blessant grièvement trois autres,,. Cette fusillade de masse est la première au Danemark depuis les fusillades de Copenhague.

## Fusillade
La fusillade a eu lieu dans le centre commercial Field's situé à Ørestad, un quartier en développement de la ville d'Amager à Copenhague. Un homme portant un fusil de chasse est entré dans le centre commercial peu avant 17 h 30. Une photo l'a montré portant un short jusqu'aux genoux et un gilet ou une chemise sans manches. La police a reçu les premiers rapports de tirs à 17 h 37 et a arrêté un homme 11 minutes plus tard. Un témoin a déclaré que le tireur semblait violent et en colère, courant et criant.

## Victimes
Trois personnes ont été tuées par balle et trois autres ont été grièvement blessées. Trois personnes ont été transportées au centre de traumatologie du Rigshospitalet.

## Assaillant
Un Danois de 22 ans a été arrêté en relation avec la fusillade.

## Suite des évènements
Un centre de crise temporaire où les gens pouvaient recevoir une aide psychiatrique a été ouvert après la fusillade.
Peu après la fusillade, la famille royale danoise a annoncé qu'une réception que devait donner le prince héritier Frederik pour célébrer l'accueil par le Danemark du Tour de France 2022 avait été annulée. Le chanteur britannique Harry Styles a annulé un concert prévu plus tard dans la soirée à la Royal Arena voisine,.
Un mémorial organisé le 5 juillet 2022 dans le centre commercial de Field's a été suivi par des milliers de personnes, le Premier ministre du Danemark Mette Frederiksen, la maire de Copenhague Sophie Hæstorp Andersen, d'autres personnalités politiques de haut rang ainsi que le prince héritier Frederik et le prince Christian du Danemark. Un hommage supplémentaire aux victimes, sous la forme d'une minute d'applaudissements, a été observé au Tour de France avant le départ de la quatrième étape de la course le 5 juillet.

## Réactions
Le Premier ministre danois, Mette Frederiksen, a qualifié l'attaque de "cruelle".